# Protéine non-histone
Pour les articles homonymes, voir PNH.
Les protéines non-histones (PNH) sont des protéines chargées positivement (charge plus faible que celle des histones) situées dans le noyau cellulaire mais non liées à l'ADN comme les histones.
Font partie des PNH :
- cohésine ;
- condensine ;
- PRC2 ;
- la famille des HP1 ;
- certaines kinases nucléaires (MAP kinases) ;
- certaines transférases (acétyltransférases, méthyltransférases) ;
- certaines ligases (E1-,E2- et E3-ligases, NEDD8, etc.).

## pages liées
- Séquence promoteur